# Adele Palmer
Adele Palmer (ur. 21 października 1915 zm. 1 lipca 2008) – amerykańska kostiumograf.

## Filmografia
- 1939: The Zero Hour
- 1941: Mercy Island
- 1944: The Fighting Seabees
- 1949: Too Late for Tears
- 1953: City That Never Sleeps
- 1955: Santa Fe Passage
- 1958: Długie, gorące lato
- 1959: Wszystko, co najlepsze
- 1959: Wściekłość i wrzask

## Nagrody i nominacje
Za kostiumy do filmu Wszystko co najlepsze została nominowana do Oscara.